# Viamala
Jako Viamala nebo Via Mala (rétorománsky "veia mala", v překladu "špatná cesta") se označuje dříve nechvalně známý, přibližně osmikilometrový úsek cesty podél Hinterrheinu mezi Thusis a Zillis-Reischen ve švýcarském kantonu Graubünden. Hluboce vyhloubená soutěska tvoří nejtěžší překážku na trase dolní silnice vedoucí z Churu do alpských průsmyků Splügenpass a San-Bernardino-Pass.

## Historie

### Římská cesta
Výzkum Armona Planta ukázal, že přes Viamalu vedla cesta již v předřímské době. Není jasné, zda se po ní mohly pohybovat vozy. Skalní malby z doby bronzové na Carschenně a nálezy z doby bronzové a železné v Schams na jihu a Domleschg na severu ukazují na to, že touto oblastí již v té době (tj. kolem roku 1500 př. n. l.) vedla přes Alpy cesta pro mezky.
Přístup do soutěsky ze severu byl možný dvěma směry: vlevo od Maseinu přes Rongellen nebo vpravo od Sils im Domleschg přes hrad Hohenrätien a kostel sv. Albína. Druhá varianta byla v římských dobách pravděpodobně oblíbenější, ale kolem roku 1300 se stala neprůchodnou kvůli vyjetým kolejím a byla obnovena až v roce 1666, což vedlo ke krátkodobému vyloučení Schamsu ze spolku Drei Bünde kvůli konkurenci na straně Thusis. Obě cesty se setkávaly u Nesselbodenu, severního vstupu do Viamaly, kterou Římané dokázali zprůchodnit po levé straně pomocí několika polovičních štol vytesaných ve skále. Pravděpodobně v oblasti pod dnešním dálničním mostem poblíž dnešního mostu turistické stezky (Punt da Suransuns) vedl dřevěný most dopravu zpět na pravou stranu Rýna a přes Reischen dále do Zillisu.

## Znovuzprůchodnění Viamaly v roce 1473
Ve středověku se dálková doprava stále více přesouvala ze Splügenského průsmyku na konkurenční Horní cestu přes Septimerpass, kterou prosazoval vlivný biskup z Churu. Špatně udržovaná cesta podél Hinterrheinu viditelně chátrala, a proto se rokli a cestě od 13. století říkalo Viamala.
V roce 1473 se obce Thusis, Masein a Cazis rozhodly cestu přes Viamalu vylepšit. Našly podporu pro tento odvážný počin u ostatních obcí na dolní cestě. Místo starého dřevěného mostu byl asi jeden a půl kilometru jižněji postaven mohutný kamenný most Punt da Tgiern. Římská cesta byla obnovena a poté byla vybudována nová cesta k novému mostu, částečně vytesaná ve skále a částečně vedoucí po dřevěných lávkách přes propast.
Biskup z Churu nedokázal zabránit tomu, aby se takto modernizovaná splügenská cesta stala nejdůležitějším tranzitním spojením v kantonu Graubünden. Kromě karavan mul, obchodních cestujících, diplomatů a "raných turistů" procházel Viamalou také Lindauský posel, kurýrní služba organizovaná městem Lindau, na své cestě do Milána.

## Moderní rozšíření

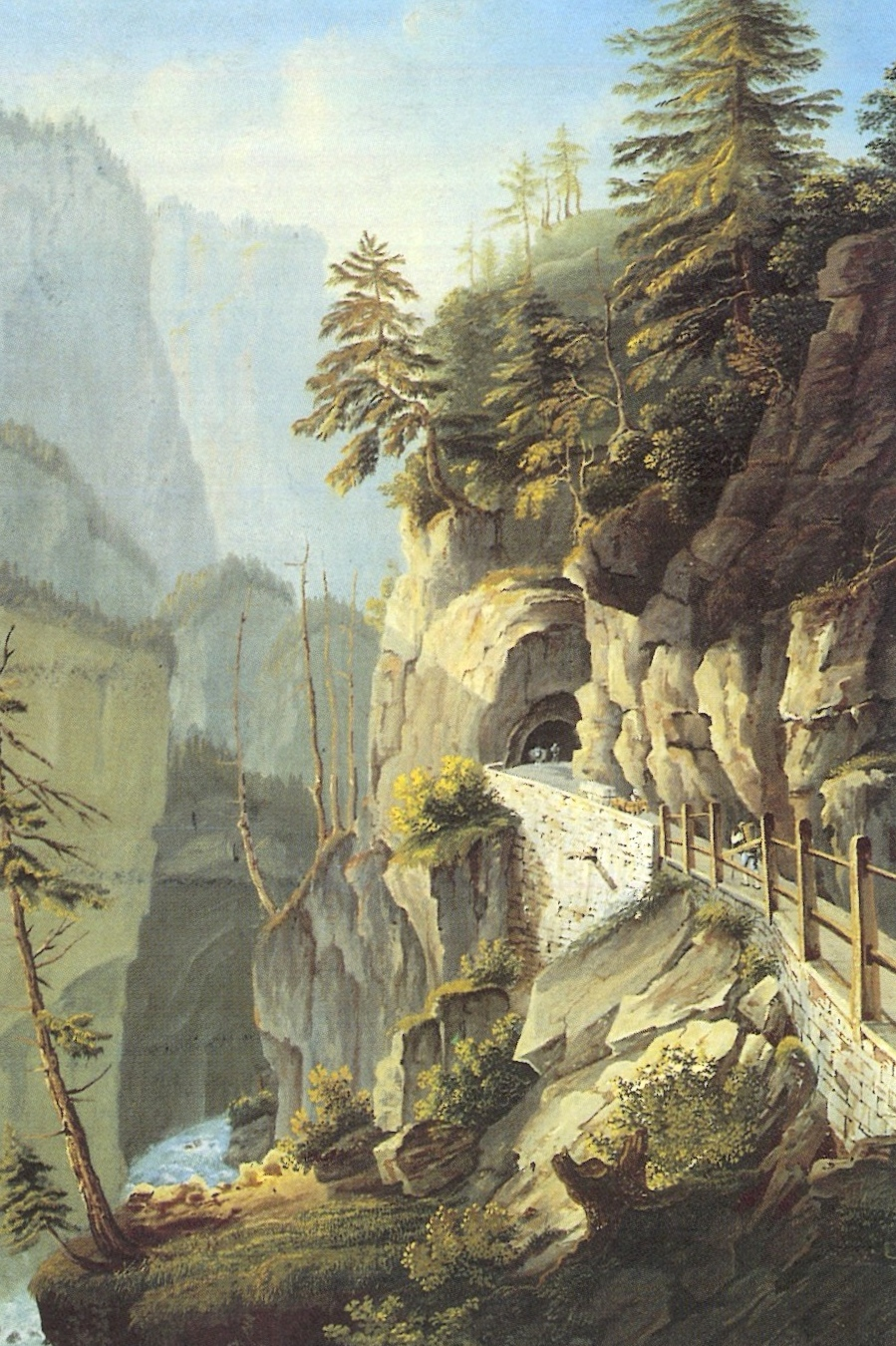
Via Mala v první polovině 19. století. Vyobrazení Johanna Ludwiga Bleulera

V letech 1738-1739 postavil davoský stavitel Christian Wildener dva mosty, které obcházejí nejexponovanější úsek římské cesty Viamala po pravé straně; jeden z nich se dochoval dodnes.
Až do roku 1818 tvořily dopravní systém v Graubündenu tzv. porty, jednotlivé dopravní svazy, mezi nimiž byly povinné přestupní stanice.
Tento systém byl velmi těžkopádný, a proto se již v roce 1805 objevily první návrhy na rozšíření silniční sítě v Graubündenu. Nová silnice přes řeku San Bernardino by zjednodušila přepravu zboží. Porty však byly proti výstavbě umělé silnice.
Konkurence ostatních průsmyků byla stále znatelnější. Sardinie-Piedmont podporovala výstavbu nové silnice. Rakousko bylo proti, ale přesto v roce 1818 souhlasilo s její výstavbou. Finanční prostředky na náklady spojené s výstavbou silnice poskytli především speditéři z Churu, Sardinie a kanton Graubünden.
V roce 1818 byla pod vedením Giulia Picobelliho a za pomoci inženýra Richarda La Niccy zahájena výstavba nové silnice. Jako jeden z důvodů výstavby silnice se uvádí hladomor v roce 1816, což je však sporné. Ačkoli se o ní zmiňuje mnoho historických zpráv, Jürg Simonett, bývalý ředitel Rétského muzea v Churu, tvrdí, že nenašel žádný dobový pramen, který by dokazoval, že příčinou výstavby silnice byl hladomor.
Od roku 1821 byla nová silnice poprvé sjízdná a kolem roku 1823 byla dokončena. Teprve v roce 1834 konečně zvítězila volná konkurence v dopravě, když byly zrušeny porty. To znamenalo, že zboží mohlo být přepravováno rychleji a levněji. Rozšíření silnice podpořilo nejen obchod, ale také turistický ruch v Graubündenu.
Bernhardinstrasse vedla v severním přístupu s tunely a štolami přes Verloren Loch a eliminovala tak výstup přes Rongeller Höhe. Nadále se používaly tři stávající mosty, mezi nimiž byla ze skály vyražena nová trasa.
V roce 1834 zničila silnici v oblasti Punt da Tgiern ničivá povodeň. Samotný most vydržel, ale později byl nepoužitelný a nechal se zchátrat. Jako náhrada byl v roce 1836 postaven severně od něj most Rania. Průběh silnice z roku 1836 odpovídá dnešní kantonální silnici, s výjimkou nového tunelu na křižovatce A13 a dvou mostů, které v letech 1935/38 vystřídaly původní Wildenerovy mosty, jež již nezvládaly automobilovou dopravu (jeden most zůstal a je přístupný pro pěší). Mezi oběma mosty, na parkovišti s kioskem, se do soutěsky vstupuje po schodišti s 321 schody, aby si návštěvníci mohli prohlédnout úzké místo a vír.
Během druhé světové války byl v soutěsce vybudován zátaras Via Mala.
Dálnice A13, otevřená v roce 1967, obchází nejužší úsek v 742 metrů dlouhém tunelu a jižní část Viamaly překonává po velkém obloukovém mostě navrženém Christianem Mennem o rozpětí 86 m. Úsek mezi Thusisem a Rongellenem, který byl přestavěn již v roce 1958, byl v roce 1996 nahrazen 2171 metrů dlouhým tunelem Crapteig.
V témže roce byla obnovena historická pravostranná stezka Veia Traversina výstavbou mostu Traversinersteg. Tento most, stejně jako předcházející římská stezka, byl v roce 1999 zničen padajícími kameny. Nový visutý most postavený v roce 2005 je delší a má také schodiště. Další lávka v jižní části soutěsky umožňuje celý přechod Viamaly pěšky.
Na jaře 2014 byla obnovena turistická infrastruktura návštěvnického centra. Byl vybudován nový obchod s terasou pro návštěvníky a nové toalety a renovováno schodiště; projekt přestavby, který stál 1,4 milionu švýcarských franků, byl slavnostně otevřen 21. června 2014. O něco dále proti proudu řeky u starého mostu je malá expozice, která informuje o historii soutěsky a krajiny. Historie dopravy na Viamale je návštěvníkům představována v rámci prohlídek s průvodcem a nočních představení.

## Galerie

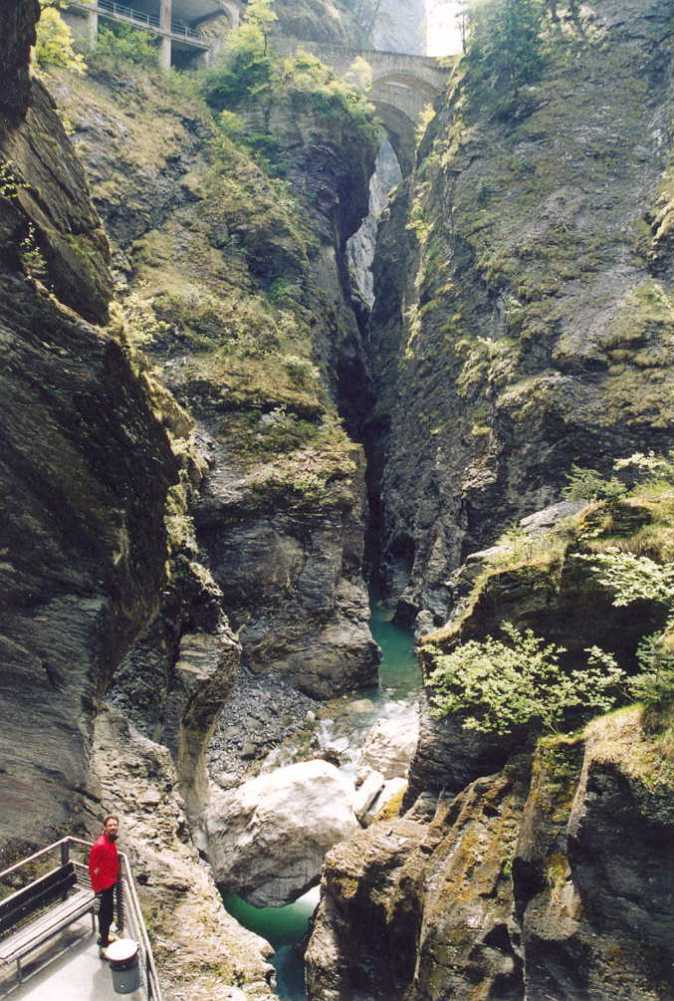
Via Mala v nejužším místě soutěsky
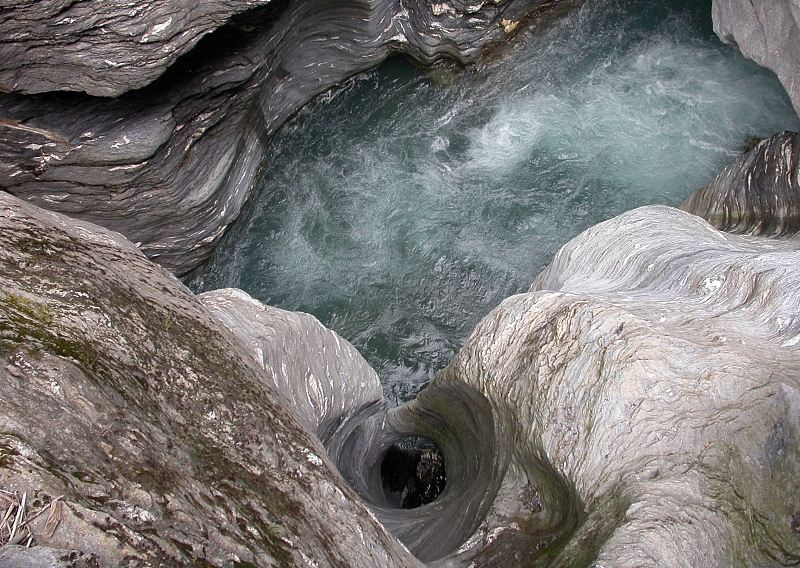
Strudelloch
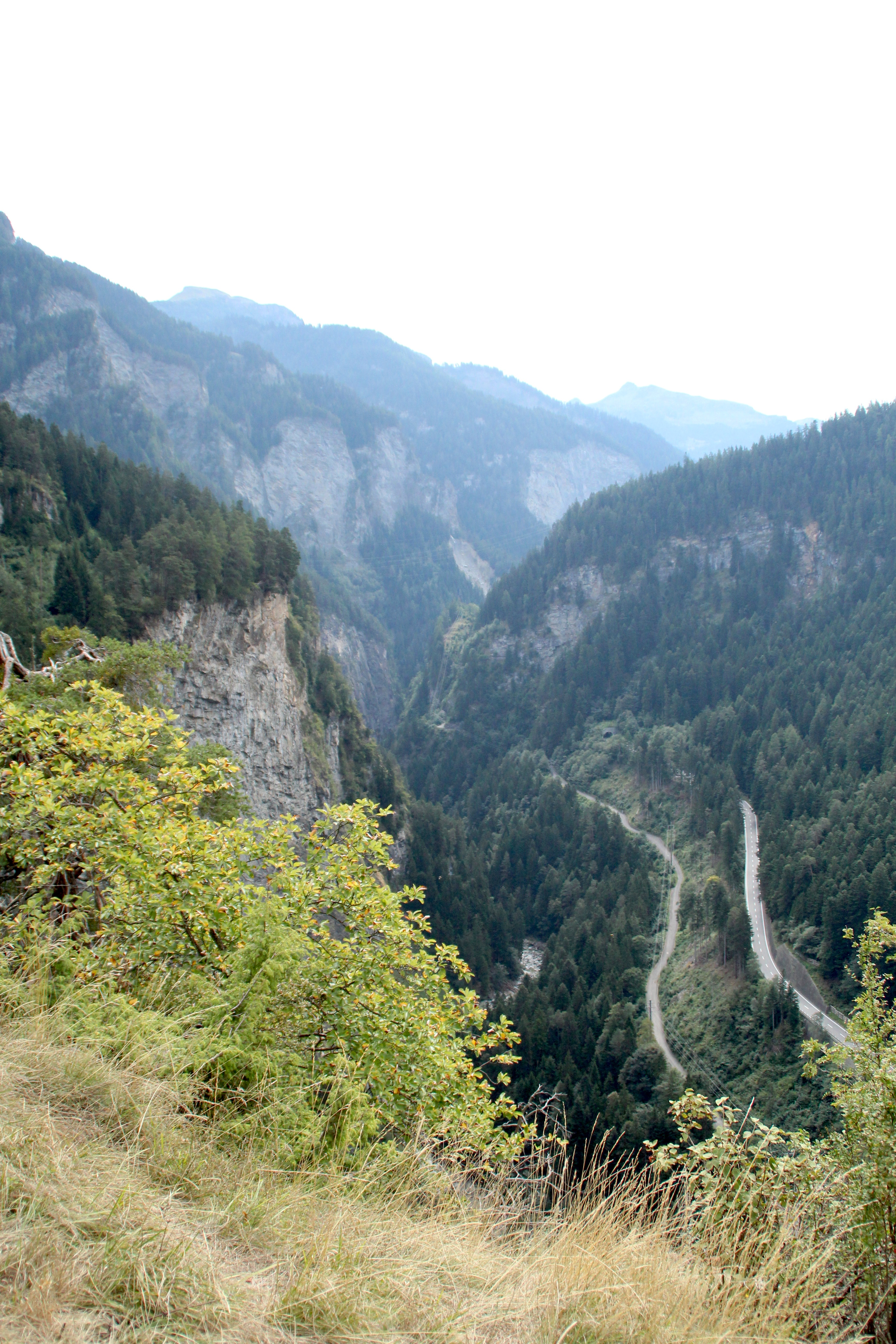
pohled od jihu
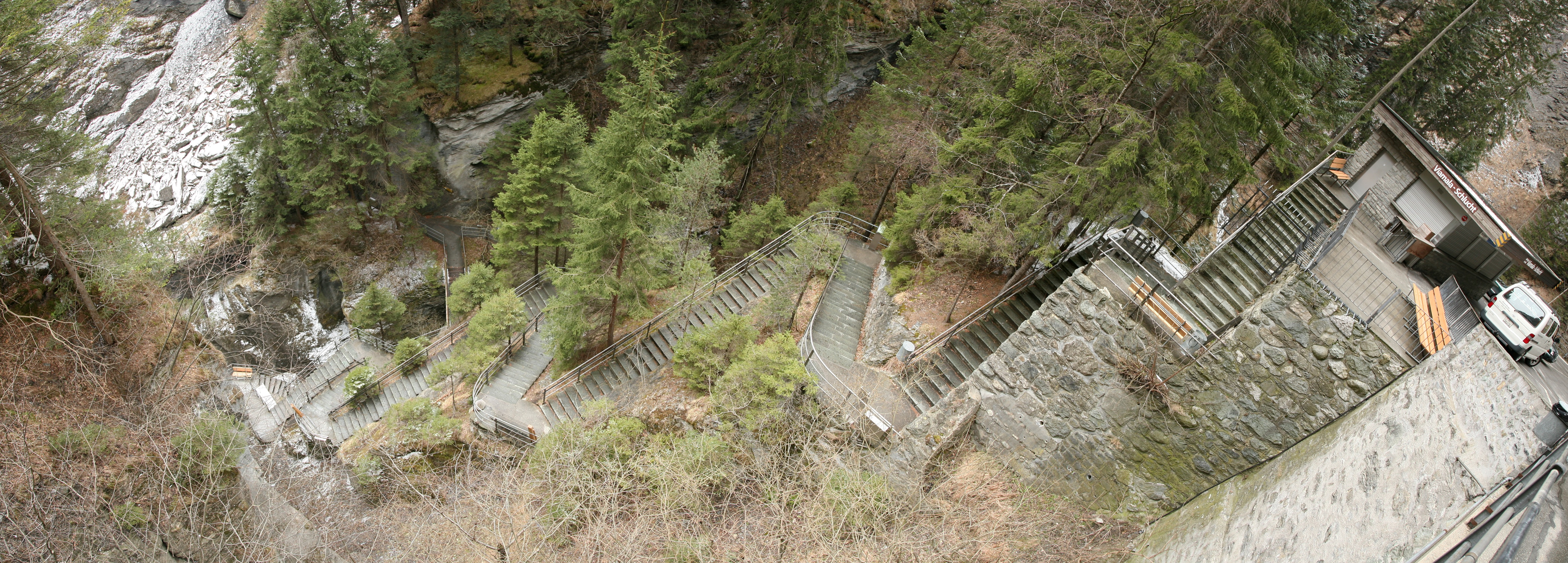
přístupový chodník